# كوجين أوشي
كوجين أوشي (باليابانية: Kojin Ochi، بالروماجي: 於地紘仁) هو كاتب سيناريو ومخرج ياباني.
شارك بالعديد من الألعاب؛ لعبة محاربي السامواي ولعبة بوكيمون رينجر ومعبد البحر ولعبة الأوتار الذهبية ولعبة صوت الثعلب.
ولد في محافظة غيفو. التحق بكلية التربية جامعة أوسونوميا عام 1982. أثناء دراسته الرسوم المتحركة، أجرى عرضًا لفيلم "Space Runaway Ideon" وشارك بالفعل في أنشطة الرسوم المتحركة منذ الكلية. انسحب في عام 1986.</ref>
منذ يونيو 2008، أخرج المسلسل التلفزيوني «المحقق كونان» نيابة عن ماساتو ساتو، لكنه انسحب في سبتمبر 2012. ثم حل ياسويشيرو ياماموتو بديلاً عنه. بالإضافة إلى ذلك، فهو مسؤول أيضًا عن بعض سيناريوهات في عدة ألعاب "Beast Warrior Garukiba" و "Samurai Warriors".

## روابط خارجية
- كوجين أوشي على موقع IMDb (الإنجليزية)
- كوجين أوشي على موقع قاعدة بيانات الفيلم (الإنجليزية)